# Hồ
Hồ is een thị trấn en tevens de hoofdplaats in het district Thuận Thành, een van de districten in de Vietnamese provincie Bắc Ninh. De provincie Bắc Ninh ligt in het noordoosten van Vietnam, dat ook wel Đồng bằng sông Hồng wordt genoemd.

## Trivia
- Hồ is ook de familienaam van de voormalige Vietnamese president Hồ Chí Minh. De betekenis van de naam Hồ is meer.